# Schule für Gestaltung Ravensburg
Die Schule für Gestaltung Ravensburg war eine private Bildungseinrichtung mit Sitz in Ravensburg für das Fach Kommunikationsdesign mit dem Schwerpunkt Informationsdesign und mit etwa 80 Studienplätzen.

## Geschichte
Der Verein „Freie Kunstschule Ravensburg“ wurde 1984 gegründet. Zunächst waren die Schulung künstlerisch-gestalterischer Interessen und Begabungen auf dem Gebiet der Bildenden Kunst der erklärter Zweck des Vereins. Aus Mappenvorbereitungskursen für Studieninteressenten entwickelten sich rasch ein allgemeines künstlerisches Grundjahr und schließlich ein Vollzeitstudium Grafik-Design, das 1986 erstmals angeboten wurde.

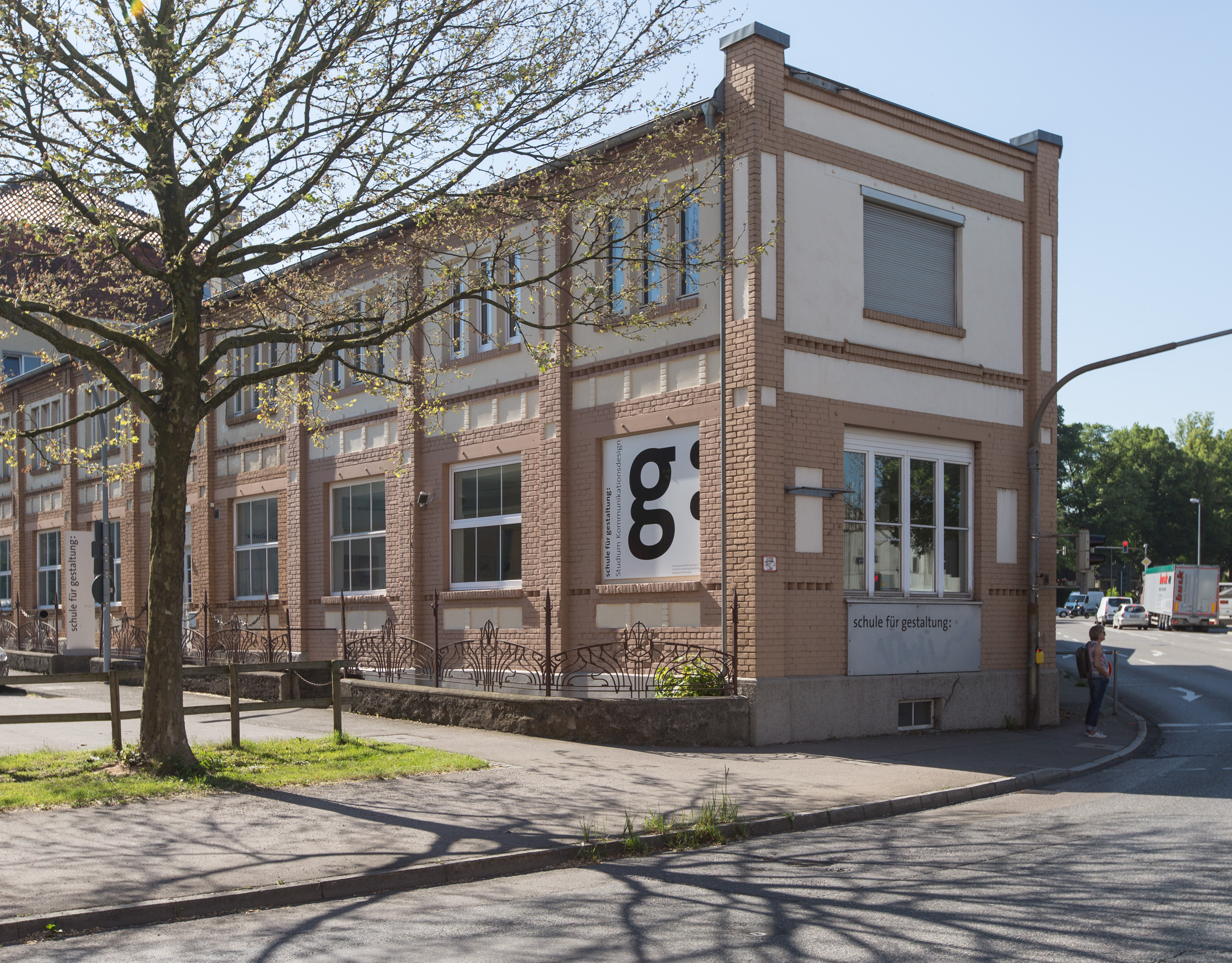
Die Schule für Gestaltung in der Kapuzinerstraße in Ravensburg

Seither erwies sich dieser Studiengang in der Schule für Gestaltung in der Kapuzinerstraße in Ravensburg zunehmend als Hauptaktivität des Vereins.
In Abgrenzung zu allgemein künstlerischen Angeboten nennt sich der für das Designstudium verantwortliche Arbeitskreis Schule für Gestaltung Ravensburg. Einen wichtigen programmatischen Impuls erhielt die Schule für Gestaltung, als dort nach Otl Aichers Tod einige seiner ehemaligen Mitarbeiter als Lehrende tätig wurden.
Nachdem die Zahl der Studenten stark zurückgegangen war, kündigte die Schule für Gestaltung in Ravensburg für 2019 nach mehr als 30 Jahren die Schließung an.
Später zog in die Räumlichkeiten der Schule das Kapuziner Kreativzentrum ein, hinter dem der weiter existierende Verein Freie Kunstschule Ravensburg steht.

## Studium

### Abschluss
Das Studium schloss in der Regel mit einer Diplomarbeit im 8. Semester ab, die durch eine Fachkommission beurteilt wurde.

### Auszeichnungen
Die Schule erhielt 2001 den Kulturpreis der Städte Ravensburg und Weingarten.
Einzelne Projekte und Arbeiten wurden unter anderem mit dem Red-dot Award (zwölfmal, davon dreimal mit best of the best und einmal mit dem mit 10.000 Euro dotierten Junior Prize), dem Joseph Binder Award von designaustria, dem European Design Award, dem Preis des Deutschen Designer Clubs (dreimal) und des Art Directors Club Deutschland (dreimal), Preis „Eines der schönsten Bücher“ der Stiftung Buchkunst (zweimal), dem German Design Award durch den Rat für Formgebung und dem Certificate of Typographic Excellence (zweimal), dem Best in Show Student Award und dem Best in Show Award des Type Directors Club, New York ausgezeichnet.